# گونزالو خارا
گونزالو خارا (اسپانیایی: Gonzalo Jara‎؛ زاده ۲۹ اوت ۱۹۸۵) یک بازیکن فوتبال اهل شیلی است.

## تیم ملی
وی همچنین در تیم ملی فوتبال شیلی بازی کرده‌است.